# یوپاداسیتینیب
یوپاداسیتینیب (انگلیسی: Upadacitinib) که در ایران به آن اوپاداسیتینیب هم گفته می‌شود، دارویی است که برای مدیریت درمانی روماتیسم مفصلی، آرتریت پسوریاتیک، درماتیت آتوپیک، کولیت اولسراتیو، بیماری کرون، اسپوندیلیت آنکیلوزان و اسپوندیلیت محوری استفاده می‌شود. این دارو نوعی مهارکننده جانوس کیناز است که کارش را با مهار آنزیمی به نام جانوس کیناز انجام می‌دهد. این خانوادهٔ آنزیمی در ایجاد فرآیندهایی که منجر به التهاب می‌شوند نقش دارند و مسدود کردن اثر آن‌ها، التهاب را در مفاصل  کنترل می‌کند. عوارض جانبی شایع شامل عفونت‌های دستگاه تنفسی فوقانی (سرماخوردگی، عفونت‌های سینوسی)، حالت تهوع، سرفه و تب است. یوپاداسیتینیب برای استفاده پزشکی در ایالات متحده آمریکا و اتحادیه اروپا در سال ۲۰۱۹ تأیید شد.

## برخی موارد مصرف مهم
در مورد روماتیسم مفصلی، این دارو را تنها در موارد متوسط تا شدیدی تجویز می‌کنند که دیگر به داروی‌های ضدروماتسیمی اصلاح‌کننده بیماری (DMARDs) جواب نمی‌دهند. در این بیماران یوپاداسیتینیب را یا به‌تنهایی یا در ترکیب با متوترکسات به‌کار می‌برند.
در مورد کولیت اولسراتیو، سازمان غذا و داروی آمریکا در مارس ۲۰۲۲ این دارو را برای درمان موارد متوسط تا شدیدی از بیماری که دیگر به داروهای ضد فاکتور نکروز توموری آلفا (مثلا اینفیلیکسیماب) پاسخ نمی‌دهند؛ تأیید کرد. آژانس نظارتی داروها و محصولات بهداشتی هم آن را در فوریه ۲۰۲۳ برای درمان موارد متوسط تا شدید بیماری کرون مورد پذیرش قرار داد و به‌دنبال أن اتحادیه اروپا در آوریل ۲۰۲۳ و سازمان غذا و داروی آمریکا در مه ۲۰۲۳ نیز آن را به‌همین منظور تأیید کردند.
سازمان غذا و داروی آمریکا در ژانویهٔ ۲۰۲۲ همچنین این دارو را برای درمان درماتیت آتوپیک متوسط تا شدید مقاوم‌به‌درمان در بزرگسالان و کودکان مورد پذیرش قرار داد.

## منع مصرف
مصرف این دارو در کسانی که بیماری فعال سل، هرگونه عفونت شدید یا نارسایی شدی کبدی (امتیاز چایلد-پیو C) دارند، ممنوع است.

## تداخلات دارویی
هر ماده‌ای که آنزیم CYP3A4 کبد را مهار کند (مثلا داروهای کتوکونازول، ایتراکونازول و کلاریترومایسین)، موجب افزایش شدید غلظت یوپاداسیتینیب در خون می‌شود. برعکس داروهایی که القاکنندهٔ فعالیت آنزیم CYP3A4 هستند (مثل ریفامپین)، موجب کاهش غلظت خونی دارو می‌شوند.

## عوارض جانبی
از عوارض جانبی شایع این دارو می‌توان به عفونت دستگاه تنفسی فوقانی (مثل سرماخوردگی ساده یا عفونت سینوس‌ها)، تهوع، سرفه و تب اشاره کرد.